# Giacomo Tritto
Giacomo Tritto (* 2. dubna 1733 Altamura – 16. září 1824 Neapol) byl italský hudební skladatel a pedagog.

## Život
Narodil se 2. dubna 1733 v Altamuře v Neapolském království. Od dětství projevoval mimořádné hudební nadání. V 11 letech byl přijat na Conservatorio della Piety dei Turchini v Neapoli, kde byli jeho učiteli Nicola Fago, Lorenzo Fago a Pasquale Cafaro.
Jako operní skladatel úspěšně debutoval v roce 1754 v divadle Teatro dei Fiorentini v Neapoli operou Le nozze contrastate. V průběhu let 1764–1810 zkomponoval více než 50 oper.
V říjnu 1785 získal místo třetího maestra na Conservatorio della Piety dei Turchini a v roce 1793 postoupil na místo druhého maestra, kde vystřídal skladatele Nicolu Salu. Konečně v roce 1799 se stal maestrem prvním. V prosinci roku 1806 byly všechny čtyři neapolské konzervatoře sloučeny v jedinou nazvanou Real Collegio di Musica v jejímž čele stál spolu s Giovannim Paisiellem a Fedele Fenarolim. Toto místo si udržel až do roku 1813, kdy se Niccolò Antonio Zingarelli stal jediným ředitelem. Tritto však na škole zůstal jako vedoucí katedry kompozice a kontrapunktu. Jeho žáky byli mimo jiné Vincenzo Bellini, Saverio Mercadante, Giacomo Meyerbeer a Gaspare Spontini.
V roce 1787 byl jmenován ředitelem divadla San Carlo a maestrem královského dvora. V roce 1810 přestal komponovat pro divadlo a zabýval se pouze chrámovou hudbou.
Zemřel v Neapoli 16. září 1824. Měl 18 dětí. Jeho syn, Domenico Tritto (1776–1851), učil rovněž na konzervatoři a prodal jí rukopisy otcových prací.

## Dílo
Zkomponoval více než 50 oper a mnoho chrámových skladeb včetně Mše pro dvojsbor a dva orchestry a sedm dalších mší, dvoje Pašije, Requiem, kantáty a řadu drobnějších prací. Protože pracoval pro několik neapolských kostelů je řada skladeb ztracena. Vydal dvě didaktické práce: učebnici generálního basu Partimenti e regole generali per conoscere qual numerica dar si deve ai vari movimenti del basso (Milán, 1816) a školu kontrapunktu a hudební teorie Scuola di contrappunto, ossia Teorica musicale (Milan, 1816), pojednanou v tradiční formě rozhovoru učitele a žáka.

### Opery
- Le nozze contrastate (opera buffa, 1754, Neapol)
- La fedeltà in amore (opera buffa, libreto Francesco Cerlone, 1764, Neapol)
- Li furbi (intermezzo, 1765, Neapol)
- Il principe riconosciuto (opera buffa, libreto Francesco Cerlone, 1780, Neapol)
- La francese di spirito o La viaggiatrice di spirito (opera buffa, libreto G. M. Mililotti, 1781, Řím)
- La Bellinda o L'ortolana fedele (opera buffa, libreto Francesco Cerlone, 1781, Neapol)
- Don Procopio in corte del Pretejanni (opera buffa, 1782, Neapol)
- Don Papirio (opera buffa, libreto Giuseppe Palomba, 1782, Neapol)
- I due gemelli (opera buffa, libreto Giovanni Battista Lorenzi, 1783, Neapol)
- Il convitato di pietra (opera semiseria, libreto Giovanni Battista Lorenzi, 1783, Neapol)
- La sposa stramba (opera buffa, 1783, Neapol)
- La scuola degli amanti (opera buffa, libreto Giuseppe Palomba, 1783, Neapol)
- La scuffiara (opera buffa, libreto Giovanni Battista Lorenzi, 1784, Neapol)
- Il matrimonio negli Elisii ovvero La sposa bizzarra (opera buffa, libreto Carlo Giuseppe Lanfranchi Rossi, 1784, Řím)
- L'Artenice (opera seria, 1784, Neapol)
- L'Arminio (opera seria, libreto Ferdinando Moretti, 1786, Řím)
- Le gelosie ovvero I due fratelli burlati (farsetta, 1786, Řím)
- Li raggiri scoperti (opera buffa, 1786, Řím)
- La vergine del sole (opera seria, libreto Carlo Giuseppe Lanfranchi Rossi, 1786, Neapol)
- Armida (opera seria, 1786, Neapol)
- Le vicende amorose (dramma giocoso, libreto Pastor Arcade Timido, 1787, Řím)
- La molinara spiritosa (opera buffa, libreto Francesco Saverio Zini, 1787, Neapol)
- La bella selvaggia (opera semiseria, 1788, Řím)
- La scaltra avventuriera (opera buffa, libreto Giuseppe Palomba, 1788, Neapol)
- Il giuocatore fortunato (opera buffa, libreto Giuseppe Petrosellini, 1788, Neapol)
- Il finti padroni (farsa, 1789, Řím)
- La prova reciproca (L'inganno fortunato ossia La prova reciproca) (opera buffa, libreto Giuseppe Palomba, 1789, Neapol)
- I servi padroni (farsetta, 1790, Řím)
- La cantarina (opera buffa, libreto Carlo Goldoni, 1790, Řím)
- Il cartesiano fantastico (opera buffa, libreto Giuseppe Maria Diodati, 1790, Neapol)
- Le astuzie in amore (opera buffa, libreto Giuseppe Maria Diodati, 1790, Neapol)
- L'inganno amoroso (opera buffa, 1790, Madrid)
- L'equivoco (opera buffa, libreto C. Fiori, 1791, Neapol)
- La creduta selvaggia (farsetta, 1792, Řím)
- Gli amici rivali (opera buffa, 1792, Vienna)
- Le trame spiritose (commedia, libreto Giuseppe Palomba, 1792, Neapol)
- La fedeltà nelle selve (La fedeltà tra le selve) (opera buffa, libreto Michelangelo Prunetti, 1793, Benátky)
- Le nozze in garbuglio (opera semiseria, libreto Giuseppe Maria Diodati, 1793, Neapol)
- L'ordine del disordine (opera buffa, 1793, Neapol)
- L'impostore smascherato (opera buffa, libreto Giuseppe Maria Diodati, 1794, Neapol)
- Gli amanti in puntiglio (opera buffa, libreto Giuseppe Maria Diodati, 1794, Neapol)
- Apelle e Campaspe (opera seria, libreto Simeone Antonio Sografi, 1795, Milán)
- Il barone in angustie (opera buffa, libreto Giuseppe Palomba, 1797, Neapol)
- La donna sensibile o sia Gli amanti riuniti (opera buffa, libreto Domenico Piccinni, 1798, Neapol)
- La morte di Cesare (opera seria, libreto Gaetano Sertor, 1798, Brescia)
- Micaboro in Jucatan (opera seria, libreto Demenico Piccinni, 1799, Neapol)
- I matrimoni in contrasto (opera semiseria, libreto Giuseppe Ceccherini, 1800, Řím)
- Ginevra e Ariodante (opera seria, libreto Domenico Piccinni, 1801, Neapol)
- Gli americani (Gonzalvo ossia Gli americani) (opera seria, libreto Giovanni Schmidt, 1802, Neapol)
- Cesare in Egitto (opera seria, libreto Giovanni Schmidt] 1805, Řím)
- Lo specchio dei gelosi (opera buffa, 1805, Řím)
- Elpinice e Vologeso (opera seria, libreto Domenico Piccinni, 1806, Řím)
- Andromaca e Pirro (opera seria, 1807, Řím)
- Marco Albino in Siria (opera seria, 1810, Neapol)